# Дім дружби народів Республіки Башкортостан
Дім дружби народів Республіки Башкортоста́н — державна установа, знаходиться в Уфі, столиці Башкортостану. Працює заради гармонізації та налагодження міжнаціональних відносин, зміцнення дружби між народами республіки.
Установа була створена 1995 року з метою збереження та розвитку національно-культурних традицій, мови, етнічного самопізнання народів, що проживають на території Башкортостану, створення умов для діяльності національно-культурних об'єднань, повноцінного соціального та економічного функціонування зі збереження історико-культурних комплексів, що мають історичну, національну, просвітницьку, наукову та естетичну цінність.
Здійснює координацію дій понад 30 національно-культурних центрів та 16 історико-культурних центрів (станом на 2013 рік). Допомагає у проведенні фестивалів національної культури («Вінок дружби народів», «Воршуд», «Квіти Азії» тощо), концертів фольклорних колективів, конференцій, з'їздів національно-культурних об'єднань, щорічно організовує Республіканське свято «Навруз», в якому беруть участь діаспори народів Башкортостану, у тому числі таджики, туркмени, узбеки, чеченці та інші. Здійснює свою діяльність на взаємодію з республіканськими органами виконавчою влади, правоохоронними органами, органами місцевого самоврядування, адміністраціями муніципальних районів Башкортостану, громадськими об'єднаннями, музеями, будинками культури, школами та бібліотеками.
Веде роботу з розвитку планів по включенню до туристичних маршрутів історико-культурних центрів, по допомозі у збереженні і відроджені національних традицій, культури, промислів та ремесел, нерухомих об'єктів культурної спадщини, розташованих на території історико-культурних центрів; з організації художніх студій, творчих шкіл, майстерень народних промислів.
У 2010—2013 роках гранти Президента Башкортостану діячам культури та мистецтва отримали:
- удмуртський історико-культурний центр «Нові Татишли» з працями на тему «Грай та співай, крезь мій рідний…»,
- башкирські центри «Саїтбаба» — «Створення дому ремесел „Історія та побут башкирського народу“», «Темясово» — «Відродження старовинних ремесел»
- український центр «Золотоношка» — "Пошуково-видавнича експедиція «До тебе, Україно, я повернусь душею, серцем, мовою»
- марійський центр «Мішкіно» — «Відродження ремесла з виготовлення національних музичних інструментів марі (барабан-тумир, флейта-шийялтиш, волинка) і башкирів (дунгур), забезпечення ними професійних та самодіяльних колективів»
- центр киргизької культури «Ала-Тоо» — «Збережемо край, де звучить курай»
- польський національно-культурний центр — «Дні польської культури в Республіці Башкортостану»
- Асамблея народів — «Фестиваль національних культур „Вінок дружби народів“».

Директорами дому у різні часи були:
- 1995—1997 — Харрасов З. З.
- 1997—1998 — Ахмадеєв І. Н.
- 1998—2008 — Алсинбаєв Ш. С.
- 2008—2014 — Азнаєв В. Х.
- з 2014 — Ібрагімов А. А.